# Крутов, Владимир Евгеньевич

Автограф

Влади́мир Евге́ньевич Кру́тов (1 июня 1960, Москва — 6 июня 2012, Москва) — советский хоккеист. Заслуженный мастер спорта СССР (1981). Крайний нападающий. Представитель легендарной «Ларионовской пятёрки».
Выпускник Военного дважды Краснознамённого института физической культуры и спорта (1985).

## Биография
На коньки встал в 4 года. Начинал играть на стадионе «Метеор». 1-й тренер — Владилен Николаевич Голубев. Потом занимался в школе ЦСКА у тренера Валерия Стельмахова. Кумиром детства был Валерий Харламов, с которым был дружен.
Дебютировал в ЦСКА в 1977 году в игре против «Крыльев Советов». Начинал играть в тройке с Александром Волчковым и Владимиром Поповым, затем играл вместе с Вячеславом Анисиным и Иреком Гимаевым. В тройке с Макаровым и Ларионовым на левом краю сначала играл Николай Дроздецкий, и чуть позже на этом месте заиграл Крутов. Он стал лучшим нападающим и лучшим бомбардиром молодёжных чемпионатов мира 1979 и 1980 годов. В 1980 дебютировал в основной сборной СССР на зимних олимпийских играх в Лейк-Плесиде.
В начале 1980-х годов Виктором Тихоновым была создана пятёрка, ставшая легендарной по играм за сборную СССР и клуб ЦСКА: Сергей Макаров, Игорь Ларионов, Вячеслав Фетисов, Алексей Касатонов и Владимир Крутов.
Вслед за партнёрами по пятёрке в 1989 Крутов отправился в НХЛ. При этом он уезжал уже как гражданский человек, а не как офицер СА (имел звание майора). Играл в клубе «Ванкувер Кэнакс» вместе с Игорем Ларионовым, однако они выступали в разных звеньях.
По окончании сезона 1989/90 руководство не захотело продлевать отношения с Крутовым и запустило в американскую прессу сообщения об излишнем весе, мешающем Крутову выступать на высоком уровне. С помощью друзей Крутов переехал в «Цюрих», где стал выступать вместе с экс-динамовцем Юрием Вожаковым. Чуть позже к команде присоединились Сергей Пряхин и Анатолий Чистяков.
В 1992 в «Цюрих» пришёл канадский тренер, который отказался работать с Крутовым. Он переехал в Швецию, где выступал до 1996 в командах низших лиг. В Швеции работал старшим тренером команды Эстерсунд ИК.
В 1996 вернулся в Россию. Работал помощником главного тренера ПХК ЦСКА (1996—2000), позже — главный тренер ПХК ЦСКА (2001). В сезоне 1998/99 принял приглашение войти в состав клуба МГУ.
С 2002 работал директором Государственной школы высшего спортивного мастерства.
23 мая 2010 года был принят в Зал славы ИИХФ в категории «игрок».
Выступал в ветеранских турнирах в составе ХК «Легенды хоккея СССР».
Последние годы проживал в подмосковном городе Химки.
Скончался 6 июня 2012 года в отделении реанимации ГКБ № 20 в Москве. Причиной смерти назывался цирроз печени.
Похоронен в г. Химки, на Новолужинском кладбище.

## Карьера
- ЦСКА, 1979-89. В чемпионатах СССР — 439 матчей, 288 голов.
- Ванкувер Кэнакс (НХЛ), 1989-91. В чемпионате НХЛ — 61 матч, 11 голов.
- ХК Цюрих, Швейцария, 1991-92
- Эстерсунд ИК, Швеция, 1992-95
- Брунфло ИК, Швеция, 1995-96

## Достижения
- Чемпион Олимпийских игр 1984, 1988 годов.
- Серебряный призёр ЗОИ-80.
- Чемпион мира 1981, 1982, 1983, 1986, 1989. Второй призёр ЧМ 1987, третий призёр ЧМ 1985. В турнирах ЗОИ и ЧМ — 90 матчей, 59 голов.
- Чемпион СССР 1979-89
- Обладатель Кубка СССР (2): 1979, 1988 годов.
- Обладатель Кубка Канады 1981, финалист Кубка Канады 1987, участник Кубка Канады 1984. В турнирах Кубка Канады — 22 матча, 14 шайб.
- Был признан лучшим нападающим ЧМ 1986 и ЧМ 1987, лучший бомбардир хоккейного турнира Олимпийских игр 1988 в Калгари (6 шайб + 9 передач = 15 очков).
- Лауреат приза Лучшему хоккеисту Европы «Золотая клюшка» (1987).
- Входит в Клуб «100 бомбардиров» отечественного хоккея — 289 заброшенных шайб[10].

## Награды
- Орден Почёта (2011)[11],
- Орден Трудового Красного Знамени (1988),
- Орден Дружбы народов (1982),
- Медаль «За трудовое отличие» (9.04.1980)[12],
- Медаль «За безупречную службу» III степени (1989)

## Семья
Отец — рабочий на заводе, мать — повар в детском саду. Старший брат Александр (род. 1957).
Жена Нина Владимировна — домохозяйка, два сына — Денис и Алексей (хоккеист).

## Память
В столице Приднестровья, городе Тирасполе, в августе 2013 года установлен памятник Владимиру Крутову у Ледового дворца, где располагается хоккейный клуб его имени.
В честь Владимира Крутова назван главный трофей Ночной хоккейной лиги.
С 2013 года в Москве ФГБУ «Федеральный центр подготовки спортивного резерва» (ГШВСМ) проводит Турнир по хоккею среди детских клубных команд «Мемориал Владимира Крутова»
4 сентября 2020 года к 60-летию со дня рождения в Химках была открыта мемориальная доска Владимиру Крутову на фасаде дома № 7 по Спартаковской улице, в котором жил хоккеист.